# Scion tC
Le Scion tC est un véhicule du constructeur automobile japonais Scion vendu depuis 2004.